# La España Moderna
La España Moderna fue una revista cultural publicada en la ciudad española de Madrid entre 1889 y 1914.

## Historia
La revista fue editada entre 1889 y 1914 por la editorial del mismo nombre, de las cuales José Lázaro Galdiano fue propietario y fundador.
Su puesta en marcha fue avalada por Emilia Pardo Bazán, que ayudó a Lázaro Galdiano a lanzar y promocionar la revista y buscar colaboradores en los inicios de esta. Ha sido calificada por varios autores como una especie de versión española de la revista francesa Revue des deux mondes. Actuó como una plataforma publicitaria de la propia editorial, pues contenía a menudo reseñas de libros y novedades publicados por esta.
En La España Moderna, en cuyas páginas se abordó la denominada «cuestión femenina», colaboraron autores como Rafael Altamira, Augusto Martínez Olmedilla, Miguel de Unamuno, Emilia Pardo Bazán, Benito Pérez Galdós, Leopoldo Alas Clarín, Jesús Arias de Velasco, Marcelino Menéndez Pelayo, Pedro Dorado Montero, Adolfo Posada o Concepción Arenal.

## Homenajes
En 2019, el Museo Lázaro Galdiano de Madrid acogió la exposición de dibujos de Guillermo Martín Bermejo, con retratos de los escritores que colaboraron en La España Moderna.